# Østkystruten
Østkystruten, der også er kendt som national cykelrute 5 (N5), går mellem Sønderborg og Hulsig lige syd for Skagen. Den 650 km lange cykelrute var i mange år den længste af Danmarks 11 nationale cykelruter. Men i 2018 skiftede rute 8 (tidligere kendt som Sydhavsruten) navn til Østersøruten og blev forlænget, så den nu er 820 km lang.
I fugleflugt er der kun lidt over 300 km mellem Sønderborg og Hulsig. Men på cykel løber der betydeligt flere kilometer på, da Østkystruten følger flere af de østjyske fjorde - ofte næsten i vandkanten - helt ind til de gamle købstæder i bunden og ud igen, ligesom ruten går rundt langs kysten af Djursland. Inden man lægger en ambitiøs tidsplan, er det desuden værd at bemærke, at Østkystruten sammenlignet med Vestkystruten er betydeligt mere kuperet på visse strækninger. Ind og ud langs Vejle Fjord byder ruten for eksempel på nogle af Danmarks stejleste bakker, hvor cyklens laveste gear må i brug for at komme op.
Vil man helt til Skagen, kan man fortsætte ad rute 1 (Vestkystruten) det sidste stykke fra Hulsig. Ligeledes kan man i syd fortsætte ad rute 8 (Østersøruten) helt ned til grænsen ved Kruså.
Østkystrutens nordlige del, som fra Grenå har sammenfald med EuroVelo 12 (Nordsøruten), bindes sammen af færgeoverfarter over Randers Fjord (Udbyhøj Nord - Syd) og Limfjorden (Hals - Egense).

## Galleri
- En af de stejle bakker på Østkystruten ved Vejle Fjord.
- Skilt ved Hoptrup Kirke
- Skilt på Spanien i Århus
- Færgeforbindelsen mellem Hals og Egense ved Limfjordens udmunding.